# Rana Mitter
Shantashil Rajyeswar Mitter OBE FBA (nascut el 1969), conegut com Rana Mitter, és un historiador i politòleg britànic d'origen indi especialitzat en la història de la Xina republicana. És professor d'Història i Política de la Xina Moderna al Departament de Política i Relacions Internacionals de la Universitat d'Oxford, director del Dickson Poon China Centre i membre i vice-màster del St Cross College. El seu llibre de 2013 China's War with Japan, 1937-1945: The Struggle for Survival (titulat Forgotten Ally: China's War with Japan, 1937-45 per a la seva publicació als EUA), sobre la Segona Guerra Sino-Japonesa, va ser ben rebut per la crítica.
També és un presentador habitual de Night Waves (ara conegut com "Free Thinking") a BBC Radio 3.
Mitter es va educar al Lancing College i al King's College de Cambridge, on va fer tant el màster com el doctorat; el 1991 va ser escollit president de la Cambridge Union. També va ser becari Kennedy a la Universitat Harvard. El 16 de juliol de 2015, va ser escollit membre de l'Acadèmia Britànica (FBA).
Va ser nomenat Oficial de l'Ordre de l'Imperi Britànic (OBE) en el 2019 pels serveis a l'educació del país.
Mitter treballa principalment sobre l'aparició del nacionalisme a la Xina moderna.

### Estudis crítics, ressenyes i biografia
- Kushner, Barak History Today, 63, 11, 11-2013, pàg. 62.
- Bickers, Robert The New York Review of Books, 64, 19, 07-12-2017, pàg. 42–44. Review of Out of China: How the Chinese Ended the Era of Western Domination.